# 旺德日欧布瓦
旺德日欧布瓦（法語：Vendegies-au-Bois，法語發音：[vɑ̃d(ə)ʒi o bwa]）是法国上法蘭西大區北部省的一个市镇，属于埃尔普河畔阿韦讷区。

## 地理
旺德日欧布瓦（50°10'47"N, 3°34'43"E）面积9.98 平方千米，位于法国上法蘭西大區北部省，该省份为法国最北部的省份及最长的省份，西北濒北海，西接加来海峡省，南至埃纳省和索姆省，东与比利时接壤。
与旺德日欧布瓦接壤的市镇（或旧市镇、城区）包括：讷维尔昂阿韦努瓦、博兰、布西、克鲁瓦卡吕约、福雷昂康布雷西、北部省普瓦、罗姆里、索莱姆。

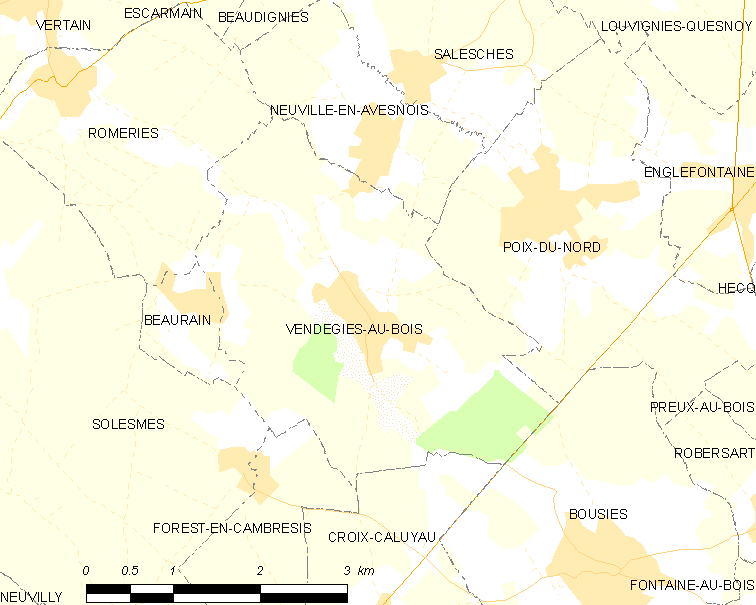
旺德日欧布瓦的OSM定位图

旺德日欧布瓦的时区为UTC+01:00、UTC+02:00（夏令时）。

## 行政
旺德日欧布瓦的邮政编码为59218，INSEE市镇编码为59607。

## 政治
旺德日欧布瓦所属的省级选区为埃尔普河畔阿韦讷县。

## 人口

1962-2008年间旺德日欧布瓦人口变化图示

旺德日欧布瓦于2022年1月1日时的人口数量为479人。